# Rage Games
Rage Games (tidigare Rage Software) var en brittisk datorspelutvecklare. Rage första titel Elite Soccer sålde mer än en miljon exemplar under hela sin tvååriga livscykel och etablerade Rage i den interaktiva underhållningsindustrin.